# Chief Bender
Charles Albert Bender més conegut com a Chief Bender (Crow Wing, Minnesota, 1884 - Filadèlfia, Pennsilvània, 1954) fou un dels més grans pitxers de beisbol dels EUA de les dues primeres dècades del segle xx. Era fill d'alemany i anishinaabemowin. Es graduà a l'escola de Carlisle i jugà 212 partits de beisbol amb els Philadelphia Phillies i els Chicago White Sox del 1903 al 1918, tot i seguí vinculat al beisbol fins a la seva mort. És l'únic jugador indi admès en el Baseball Hall of Fame des del 1953.